# Ocrepeira pinhal
Ocrepeira pinhal là một loài nhện trong họ Araneidae.
Loài này thuộc chi Ocrepeira. Ocrepeira pinhal được Herbert Walter Levi miêu tả năm 1993.